# Археологічні пам'ятки Олександрії
Археологічні пам'ятки міста Олександрія Кіровоградської області.
| № п/п | Охоронний номер пам 'яток | Кількість внутрішньо комплексних | Найменування пам'ятки | Адреса                                                   | Рік відкриття або виявлення. Дослідник. Рік інвентаризації. Дослідник | Основні розміри |  |  |  |  | Розміри після інвентаризації |  |                      | Рішення органу влади про взяття пам'ятки під охорону |
| ----- | ------------------------- | -------------------------------- | --------------------- | -------------------------------------------------------- | --------------------------------------------------------------------- | --------------- |  |  |  |  | ---------------------------- |  | -------------------- | ---------------------------------------------------- |
| 1268  | 1076                      | 2                                | Курганна група VII    | с. Войнівка Войнівська с/р                               | 1985 р.                                                               | Курган № 34     |  |  |  |  |                              |  | № 281 від 16.05.1985 |                                                      |
|       | 1076/1                    |                                  |                       | 3.2 км на Пн. Сх. землі передано до Олександрійської м/р | Орлик О. П.                                                           | в.-0,5 м        |  |  |  |  |                              |  |                      |                                                      |
|       | 1076/2                    |                                  |                       |                                                          |                                                                       | д.- 20,0 м      |  |  |  |  |                              |  |                      |                                                      |
|       |                           |                                  |                       |                                                          |                                                                       | Курган № 35     |  |  |  |  |                              |  |                      |                                                      |
|       |                           |                                  |                       |                                                          |                                                                       | в.-0,5 м        |  |  |  |  |                              |  |                      |                                                      |
|       |                           |                                  |                       |                                                          |                                                                       | д.-20,0 м       |  |  |  |  |                              |  |                      |                                                      |
| 1269  | 1077                      | 1                                | Курган № 38           | с. Войнівка Войнівська с/р                               | 1985 р.                                                               | в.-1,5 м        |  |  |  |  |                              |  | № 281 від 16.05.1985 |                                                      |
|       |                           |                                  |                       | 5,7 км на Пн. Сх. Землі передано до Олександрійської м/р | Орлик О. П.                                                           | д.-30,0 м       |  |  |  |  |                              |  |                      |                                                      |